# Sideways (John Foxx & Louis Gordon)
Sideways è un album di John Foxx e Louis Gordon, pubblicato il 2 aprile 2007 dall'etichetta discografica Metamatic.
Il disco contiene undici tracce scritte da Foxx e Gordon e un'intervista a John Foxx riguardante l'album.

## Tracce
CD (Fullfill 0240362FF / EAN 0684340001721)
Testi e musiche di John Foxx, Louis Gordon.
1. And the World Glides Sideways – 5:24
2. Underwater – 4:59
3. X-Ray Vision – 3:56
4. Car Crash Flashback V2 – 4:19
5. In a Silent Way – 4:48
6. Sailing on Sunshine – 5:02
7. Use My Voice – 4:23
8. Neuro Video – 4:24
9. Phone Tap – 4:02
10. Impossible – 6:35
11. A Room as Bis as a City – 7:51

Durata totale: 55:43
CD2
1. Intervista a John Foxx sull'album